# Amata bifasciata
Amata bifasciata là một loài bướm đêm thuộc phân họ Arctiinae, họ Erebidae.